# Helichrysum roseo-niveum
Helichrysum roseo-niveum là một loài thực vật có hoa trong họ Cúc. Loài này được Marloth & O.Hoffm. mô tả khoa học đầu tiên năm 1889.